# Matthew Stevens
Matthew Stevens (ur. 11 września 1977) – walijski snookerzysta. Dwukrotny wicemistrz świata (2000, 2005). Plasuje się na 22. miejscu pod względem zdobytych setek w profesjonalnych turniejach, w sierpniu 2025 miał ich łącznie 361.

## Kariera zawodowa
Od 1994 snookerzysta zawodowy; do 2005 odniósł tylko jedno zwycięstwo w turnieju rankingowym, jest jednak znanym zawodnikiem, dwukrotnym finalistą mistrzostw świata.
Od 2007 roku notuje systematyczny spadek na oficjalnej liście rankingowej; w sezonie 2009/2010 zajmuje 26. miejsce.
W 2000 w finale mistrzostw świata pokonał go rodak, Mark Williams; Stevens nie wykorzystał prowadzenia 13:7 oraz korzystnego układu w kolejnej partii. W kolejnych latach wypadał w mistrzostwach również udanie – przegrywał dopiero w półfinałach, w 2001 z Johnem Higginsem 15:17, w 2002 z Peterem Ebdonem (późniejszym mistrzem) 16:17. W 2005 przegrał w finale z Shaunem Murphym 16:18.
W 2003 wygrał turniej UK Championship, wcześniej zaś dwukrotnie przegrywał w finale tego turnieju: w 1998 z Higginsem, a w 1999 z Williamsem. W 2005 przegrał w finale Irish Masters z Ronnie O’Sullivanem. Wygrał w 2000 niezaliczany do turniejów rankingowych Benson and Hedges Masters. W 2005 wygrał nierankingowy turniej Northern Ireland Trophy. Był bliskim przyjacielem zmarłego snookerzysty Paula Huntera.
W 2008 roku po ponad trzech latach przerwy ponownie dotarł do finału imprezy rankingowej, Bahrain Championship, gdzie przegrał z Neilem Robertsonem 7:9.
Do końca sezonu 2011/2012, na swoim koncie zapisał 220 breaków stupunktowych.
15 grudnia 2011 roku w pojedynku z Michaelem Wasleyem podczas pierwszej rundy PTC 12 wbił brejka maksymalnego.

## Statystyka zwycięstw

### Turnieje rankingowe
UK Championship – 2003

### Turnieje nierankingowe
Masters – 2000